# 미네소타주의 대학 목록
다음은 미국 미네소타주의 대학 목록이다.
- 미네소타 주립 대학교 무어헤드
- 세인트 클라우드 주립 대학교
- 미네소타 대학교
- 위노나 주립 대학교
- 베델 대학교 (미네소타주)
- 칼턴 칼리지
- 햄린 대학교
- 매캘리스터 칼리지
- 세인트 올라프 칼리지
- 커펠라 대학교

## 같이 보기
- 미국의 대학 목록